# Type 66
Type 66 je kineska licencna inačica sovjetske vučne haubice D-20 kalibra 152 mm. Predstavljena je 1966. godine te predstavlja pouzdano, smrtonosno i dalekodometno oružje koje može pružiti izravnu ili neizravnu vatrenu podršku na borbenom polju.

## Inačice
- Type 66: licencna kopija D-20.
- Type 66-1: poboljšana inačica osnovnog modela.
- Type 83: samohodno topništvo identično sovjetskoj Akatsiyji.

## Korisnici
- NR Kina: Narodno-oslobodilačka armija Kine[2] je trenutno opskrbljena velikim brojem ovih topova.[1]
- Albanija: 90 haubica.[1]
- Angola: četiri haubice.[1]
- Irak[3] je tijekom 1980-ih kupio nepoznat broj Type 66-1 haubica.[1]
- Šri Lanka: 40 haubica.[1]